# Студзениця (Лодзинське воєводство)
Студзениця (пол. Studzienica) — село в Польщі, у гміні Келчиґлув Паєнчанського повіту Лодзинського воєводства.
Населення — 144 особи (2011).
У 1975-1998 роках село належало до Серадзького воєводства.

## Демографія
Демографічна структура станом на 31 березня 2011 року:
|          | Загалом | Допрацездатний вік | Працездатний вік | Постпрацездатний вік |
| -------- | ------- | ------------------ | ---------------- | -------------------- |
| Чоловіки | 72      | 8                  | 53               | 11                   |
| Жінки    | 72      | 11                 | 42               | 19                   |
| Разом    | 144     | 19                 | 95               | 30                   |